# HD 171028 b
HD 171028 b ist ein Exoplanet, der den gelben Zwerg HD 171028 alle 538 Tage umkreist. Auf Grund seiner hohen Masse wird angenommen, dass es sich um einen Gasplaneten handelt.

## Entdeckung
Der Planet wurde mit Hilfe der Radialgeschwindigkeitsmethode von Nuno C. Santos et al. im Jahr 2007 entdeckt.

## Umlauf und Masse
Der Planet umkreist seinen Stern in einer Entfernung von ca. 1,29 Astronomischen Einheiten und hat eine Masse von ca. 581,8 Erdmassen bzw. 1,83 Jupitermassen.